# 北部湾港
2008年1月16日，中华人民共和国有关部门正式批准实施《广西北部湾经济区发展规划》，使广西北部湾经济区建设上升为国家战略。
2009年3月26日，广西壮族自治区人民政府正式批准“广西北部湾港”的名称，以整合广西原有的防城港港、钦州港和北海港。新整合的广西北部湾港将成为中国西南沿海地区港口群的重要组成部分。
2009年12月20日，中华人民共和国交通部正式下发文件启用“广西北部湾港”名称。
2010年3月17日，广西壮族自治区人民政府正式批准实施《广西北部湾港总体规划》。